# 奥田知明
奥田 知明（おくだ ともあき、1974年 - ） は、日本の化学者。慶應義塾大学理工学部応用化学科教授。大気環境学会常任理事。

## 人物・経歴
東京都福生市出身。父は私立大学教員。東京都立立川高等学校を経て、東京都立大学に進学。東京都立大学体育会男子バスケットボール部に入部。
1997年東京都立大学理学部化学科卒業。1999年東京都立大学大学院理学研究科化学専攻修了。2002年東京農工大学大学院連合農学研究科修了、博士（農学）、慶應義塾大学理工学部応用化学科助手。
2007年慶應義塾大学理工学部応用化学科専任講師、ウィスコンシン大学マディソン校客員講師。2012年文部科学省科学技術政策研究所科学技術動向研究センター専門調査員。2015年慶應義塾大学理工学部応用化学科准教授。2017年日本エアロゾル学会常任理事。
2019年環境省PM2.5対策総合推進委員会委員、日本化学会環境安全推進委員会委員長。2020年慶應義塾大学理工学部応用化学科教授、大気環境学会常任理事、内閣府新型コロナウイルス対策専門家会議委員。

## 受賞
- 2002年 大気環境学会ベストポスター賞[3]
- 2005年 日本有機地球化学会奨励賞（田口賞）[3]
- 2013年 鉄鋼環境基金助成研究成果表彰（鉄鋼技術賞）[3]
- 2014年 日本エアロゾル学会論文賞[3]
- 2014年 大気環境学会進歩賞[3]
- 2015年 日本エアロゾル学会奨励賞[3]
- 2015年 室内環境学会ベストポスター賞[3]
- 2015年 Asian Young Aerosol Scientist Award[3]
- 2016年 産業技術総合研究所産総研論文賞[3]
- 2016年 慶應義塾大学理工学部ベストレクチャー[3]
- 2016年 鉄鋼環境基金助成研究成果表彰（鉄鋼技術賞）[3]
- 2016年 日本エアロゾル学会計測賞[3]
- 2016年 日本エアロゾル学会井伊谷賞[3]
- 2017年 大気環境学会ベストポスター賞[3]
- 2017年 日本機械学会流体工学部門韓熱流体工学会議優秀講演表彰[3]
- 2019年 大気環境学会ベストポスター賞[3]
- 2020年 大気環境学会論文賞[3]